# اکران (ایندیانا)
اکران، ایندیانا (به انگلیسی: Akron, Indiana) یک منطقهٔ مسکونی در ایالات متحده آمریکا است که در ایندیانا واقع شده‌است.

## خصوصیات
اکران ۱٫۱۹ کیلومترمربع مساحت و ۱٬۱۶۷ نفر جمعیت دارد و ۲۵۹ متر بالاتر از سطح دریا واقع شده‌است.